# Bad Schwartau
Bad Schwartau (baix alemany: Swartau) és una ciutat balneària alemanya de l'estat d'Slesvig-Holstein regada pel riu Schwartau a la conca del Trave. Limita directament amb la ciutat de Lübeck, amb la qual forma una conurbació contínua. És un important centre de la indústria alimentària i uns dels tres municipis on es pot fabricar el massapà de Lübeck, una especialitat amb indicació geogràfica protegida.